# Ferdinand Neigebaur
Johann Daniel Ferdinand Neigebaur (né le 24 juin 1783 à Dittmannsdorf et mort le 22 mars 1866 à Breslau) est un écrivain et avocat prussien. Il est l'auteur de nombreux livres, notamment sur des études régionales, des récits de voyage et des sujets d'actualité.
Il publie en partie de manière anonyme, notamment des écrits polémiques et politiques, et sous des pseudonymes (notamment Carl Follenberg, Johann D. Mannsdorf, Daniel, Daniel Dittmann).

## Biographie
Neigebaur est le fils du pasteur Johann Daniel Neugebauer, il étudie au lycée de Schweidnitz et  la théologie puis le droit à l'Université de Königsberg. Il débute alors sa carrière d'avocat (dans la fonction publique prussienne à partir de 1807), devient avocat stagiaire à Schweidnitz en 1810 et assesseur à Marienwerder en 1812.
En 1813, il rejoint le corps franc Lützow comme officier dans les guerres contre Napoléon et devient prisonnier de guerre, qu'il passe en Limousin. Là, il se consacre à l'apprentissage du français, obtient son baccalauréat à Limoges et recueille des informations pour son livre de 1817 sur la province. D'après ses mémoires de captivité, publiés en 1816, il tente également d'organiser une évasion massive et échappe de justesse à la cour martiale. En 1814, il publie un mémorandum sur le rapatriement des prisonniers de guerre prussiens de France et est employé au service prussien dans le gouvernement général à Aix-la-Chapelle puis comme sous-préfet de Neufchâteau.
Après la défaite de Napoléon, il devient préfet de la partie prussienne du Luxembourg en 1815 et occupe divers postes de juge dans les provinces rhénanes, qui appartiennent désormais à la Prusse (Oberlandesgerichtsrat à Clèves 1816, Hamm 1820, Münster 1822). À Münster, il appartient au cercle littéraire de Bernhardine von Wintgen, qui comprend également Annette von Droste-Hülshoff. Il publie des écrits sur les statistiques des nouvelles provinces et la réforme judiciaire dans les provinces rhénanes. En 1823, il reçoit son doctorat.
À partir de 1826, il est de retour à Breslau. En 1832, il devient directeur du tribunal de district de Fraustadt et conseiller privé de justice, en 1835 directeur du sénat criminel de Bromberg et il est commissaire de la commission pour le règlement de la frontière entre la Pologne et la Prusse. En 1842, il veut réellement prendre sa retraite, mais il devient ensuite consul général de Prusse dans les principautés du Danube à Jassy pendant deux ans et demi. De plus, il est très actif en tant qu'écrivain jusqu'à sa mort et passe la majeure partie des vingt dernières années de sa vie à voyager.
Entre autres choses, il est actif comme journaliste pour la nouvelle République italienne, écrit de nombreux livres de voyage et satires sur les Junkers prussiens, en particulier le prince Hermann von Pückler-Muskau et ses mémoires (Ansichten aus der Kavaliersperspektive, Memoiren eines Verstorbenen, Tuttolasso’s Wanderungen), ainsi que des écrits critiques de l'église.
En 1850, il devient membre de la Leopoldina. Il est membre de nombreuses sociétés scientifiques (à Rome, Copenhague, Westphalie, Transylvanie, Sicile, Athènes, Erfurt, Königsberg, etc.) et reçoit l'ordre de l'Aigle rouge de 4e classe en 1835 et l'ordre de Saint-Stanislas.

## Travaux (sélection)
- Briefe eines preußischen Offiziers während seiner Kriegsgefangenschaft in Frankreich, 2 Bände, Köln 1816, 1818
- Schilderung der Provinz Limousin und deren Bewohner. Aus dem Tagebuch eines preußischen Offiziers in französischer Kriegsgefangenschaft, Berlin 1817
- Statistik der Preußischen Rhein-Provinzen in den drei Perioden ihrer Verwaltung 1817
- Darstellung der Provisorischen Verwaltungen am Rhein vom Jahr 1813 bis 1819 ..., Köln 1821. Digitalisat
- Der alte Nettelbeck, Bielefeld 1824
- Handbuch für Reisende in Italien. F. A. Brockhaus, Leipzig 1826 Digitalisat; 2. sehr verbesserte Aufl. 1833 Digitalisat; 3. Auflage Brockhaus 1840
- Handbuch für Reisende in England, Hamm: Brockhaus 1829
- Acten-Stücke über die unter dem Namen des Männer-Bundes und des Jünglings-Bundes bekannten demagogischen Umtriebe, Leipzig 1831 (als Mannsdorf und in einer Ausgabe von Johann Ambrosius Barth (de), Leipzig 1833 als Hrsg. Carl Follenberg Digitalisat)
- Geschichte der geheimen Verbindungen in Polen, Leipzig: Barth 1831
- Schill’s Zug nach Stralsund und sein Ende. Tagebuch eines seiner Vertrauten. Gottfr. Basse, Quedlinburg und Leipzig 1831. Digitalisat
- Petronella, die polnische Einsiedlerin auf dem Anna-Berge in Ober-Schlesien: historische Erzählung aus der Zeit der letzten Unruhen in Polen, Leipzig 1831
- Frankreich, 1832
- Geschichte der geheimen Verbindungen der neueren Zeit, Leipzig: Barth, 11 Hefte, 1831–1834
- Ansichten aus der Kavalierperspektive im Jahre 1835. Aus den Papieren eines Verstorbenen. Adolf Frohberger, Leipzig 1836. Digitalisat (anonym)
- Memoiren eines Verstorbenen. 2 Bände. C. H. F. Hartmann, Leipzig 1835.
- Katechismus der Münsterländer. Auszug aus den Memoiren eines Verstorbenen, Arnsberg 1835 (anonym), Nachdruck Leer 1977
- Der Cavalier auf Reisen im Jahre 1837, Leipzig: Brockhaus 1838
- Tuttolasso’s Wanderungen, 1839
- Handbuch für Reisende in der Schweiz, 1839
- Nur nicht nach Norden! Bemerkungen auf meinen Reisen in den Jahren 1839 und 1840. Aus den Memoiren des Grafen von S.... Brockhaus, Leipzig 1840.
- Handbuch für Reisende in Deutschland, Leipzig 1843
- London, ein Handbuch für Reisende, Weber, Leipzig 1843 Digitalisat
- Der gute Preuße. Ein lehrreiches Lesebuch für die Volksschule, 2. Aufl. 1841, 11. Aufl. Bielefeld 1846
- Handbuch für Reisende in Frankreich. 2. verb. Aufl. Friedr. Volckmar, Leipzig 1843. Digitalisat
- Preußen durch seine Aristokratie Deutschlands größter Feind, 1850
- Nur nicht nach Norden! Bemerkungen auf meinen Reisen in den Jahren 1839 und 1840. Aus den Memoiren des Grafen von S., Leipzig: Brockhaus 1840
- Die aristokratischen Umtriebe zur Verständigung über die historisch begründete Gliederung der Gesellschaft. Leipzig: Tauchnitz 1843
- Der Papst und sein Reich, oder die weltliche und geistliche Macht des heiligen Stuhles, 2 Teile in einem Band, Leipzig 1847, 2. Aufl. 1848
- Das Glaubensbekenntnis der italienischen evangelischen Kirche, Magdeburg 1855
- Eleonore d’Olbreuse, die Stammutter der Königshäuser von England. Ermittlungen zur Geschichte ihrer Heirath mit dem Herzoge von Braunschweig-Celle und der damaligen Zeit, in besonderer Beziehung auf Ebenbürtigkeitsheirathen. Eduard Leibrock, Braunschweig 1859. Digitalisat
- Beschreibung der Moldau und Walachei, Breslau 1848, 1854
- Deutschland und die italienische Frage: eine Stimme aus Italien (als Giuseppe Sandrani), Breslau 1859
- Die Südslawen und ihre Länder, Leipzig 1851
- Die Donaufürstentümer, Breslau 1854 bis 1856
- Dacien 1852
- Russland nach Demidow in Vergleichung mit anderen Monarchien Europa’s, Leipzig, Otto Spamer, 1852 (nach Anatoli Nikolajewitsch Demidow)
- Sicilien, dessen politische Entwickelung und jetzigen Zustände. Verlagsbureau (Arnold Ruge), Leipzig 1848. Digitalisat
- Die Insel Sardinien. Geschichtliche Entwickelung der gegenwärtigen Zustände derselben in ihrer Verbindung mit Italien. Hrsg. von Johannes Minckwitz. Verlag der Dyk’schen Buchhandlung, Leipzig 1853. Digitalisat
- Geschichte der kaiserlichen Leopoldino-Carolinischen deutschen Akademie der Naturforscher während des zweiten Jahrhunderts ihres Bestehens, Friedrich Frommann, Jena 1860 Digitalisat
- Denkwürdigkeiten des Domherrn Graf v. W. Vom Beginn der ersten französischen Revolution bis zur neuesten Zeit, A. Bergson-Sonnenberg, Leipzig 1864 Google